# Briše, Kamnik
Briše este o localitate din comuna Kamnik, Slovenia, cu o populație de 28 de locuitori.